# Synkretyzm polityczny
Synkretyzm polityczny – łączenie ze sobą elementów z różnych scen politycznych. Główną ideą synkretyzmu politycznego jest neutralne stanowisko i próba pojednania postulatów lewicowych oraz prawicowych w celu bardziej efektywnej polityki. Termin ten wywodzi się od synkretyzmu religijnego.

## Catch-allibig tent
W polityce partie synkretyczne zwane catch-all (pol. złapać wszystkich) i big tent (pol. duży namiot) to rodzaje partii politycznych, które starają się zebrać wyborców z różnych opcji. Partie te nie reprezentują konkretnych ideologii i często ich postulaty określane są jako heterogeniczne i populistyczne.
Do synkretycznych partii i koalicji należą m.in.: Ruch Pięciu Gwiazd, Zjednoczona Lista, Jedna Rosja, Serbska Partia Postępowa i Kukiz’15.